# Multi Utility
Als Multi Utility (engl.: utilities = Versorgungsdienste, Betriebsmittel) wird in der Dienstleistungs- und Versorgungsindustrie die Bereitstellung von Strom, Wasser, Gas oder auch Hausmüllentsorgung aus einer Hand, also einem Dienstleister, bezeichnet.
Ein Multi-Utility-Dienstleister ist demnach ein Anbieter, der alle diese Versorgungsdienstleistungen, die früher von unterschiedlichen Unternehmen erbracht wurden, als Komplettpaket anbietet. Der Begriff wird mitunter auch im Marketing und der Außenwerbung entsprechender Firmen eingesetzt. Der Ansatz ist, dass damit dem Kunden das Leben erleichtert wird, in dem zum Beispiel alle Versorgungsdienstleistungen mit nur einer Rechnung bezahlt werden können, ein weiterer Punkt ist, immer denselben Ansprechpartner bei eventuellen Problemen zu haben.